# Zimbabwefågeln

Zimbabwefågeln

Zimbabwefågeln är Zimbabwes nationalsymbol och finns avbildad på både Zimababwes och Rhodesias flaggor och vapensköldar. Den förekommer också på rhodesiska dollarsedlar och mynt. Den föreställer en större rovfågel, förmodligen en gycklarörn eller en skrikfiskörn. Symbolen härrör från ett antal täljstensskulpturer från den antika ruinstaden Stora Zimbabwe.

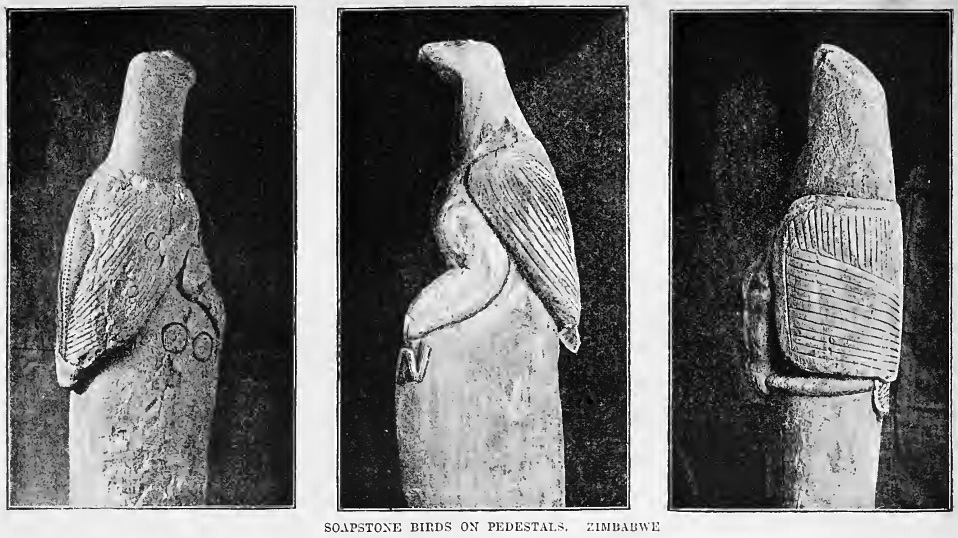
Tre av Zimbabwefåglarna,fotograferade cirka 1891.